# Улица Зосимова
Улица Зосимова — улица в Кронштадте. Соединяет улицы Восстания и Мартынова к западу от Посадской улицы.
Протяжённость магистрали — около 1,4 км.

## История
Улица известна с начала XVIII века как Луговая улица, в 1714 году была переименована в Александровскую (название зафиксировано, в частности в Справочной книге 1916 года), а 2 ноября 1918 в улицу Троцкого (под этим названием также значится в путеводителе по Петрограду Петра Столпянского 1923 года). В сентябре 1926 года была переименована в честь Андрияна Григорьевича Зосимова, командира и комиссара Кронштадтского Главного военного порта и портов Балтийского флота.
Кроме того, ряд источников указывают на наличие в истории переименований улицы такого названия как Александровский бульвар.
Ряд территорий в районе улицы Зосимова являются охраняемыми средовыми районами. Согласно Закону Санкт-Петербурга «О границах зон охраны объектов культурного наследия на территории Санкт-Петербурга и режимах использования земель в границах указанных зон и о внесении изменений в Закон Санкт-Петербурга „О Генеральном плане Санкт-Петербурга и границах зон охраны объектов культурного наследия на территории Санкт-Петербурга“» (принят Законодательным Собранием Санкт-Петербурга 24 декабря 2008 года) улица Зосимова относится к элементам исторической планировочной структуры с охраняемой трассировкой, аллейными посадками и озеленением. Утраченные со временем архитектурные и планировочные элементы улицы рекомендуются к восстановлению.

## География
Улица Зосимова пролегает с севера на юг (по нумерации домов), соединяя улицы Восстания и Мартынова между Посадской улицей и Кронверкским каналом и фактически разделяя остров Котлин на две части. Южная оконечность улицы заканчивается проездом, выходящим к каналу Амазонка и пирсам Купеческой гавани.
Общая протяжённость магистрали (с проездом) — 1,8 км.

## Достопримечательности
- Сооружения Кронштадтской крепости

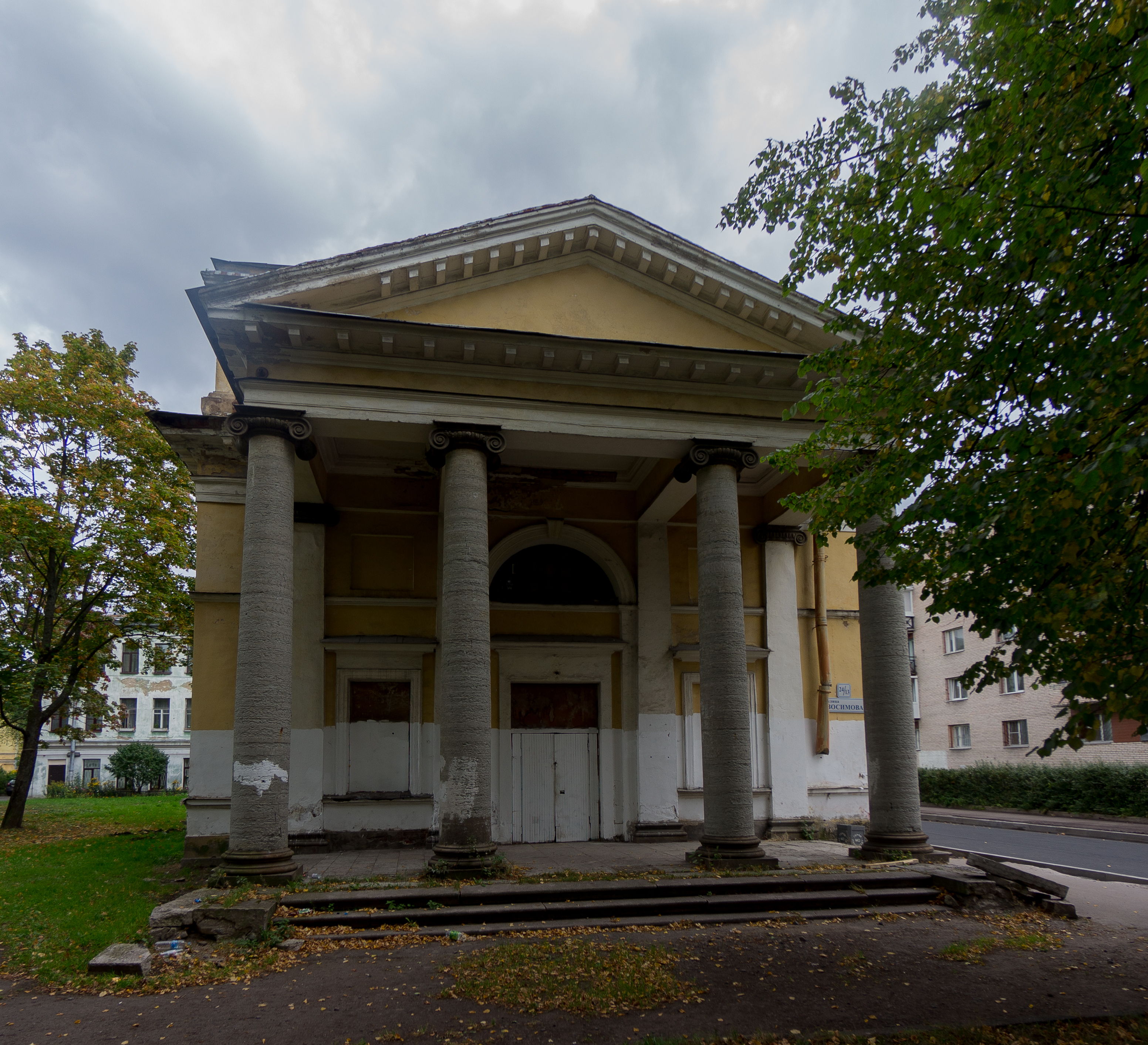
Фасад Крестовоздвиженской церкви

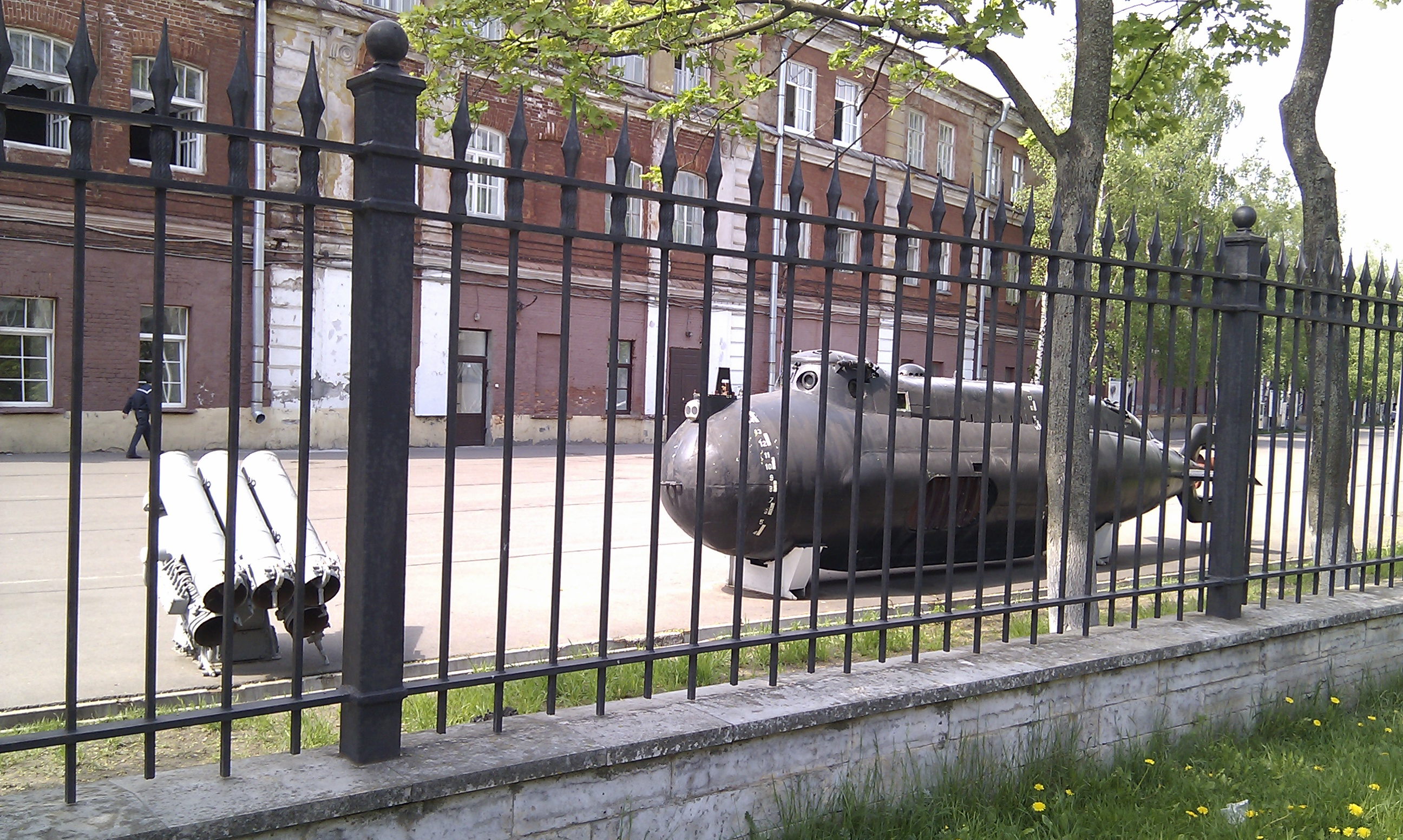
Подводная лодка «Тритон-2»

- Сооружения крепостной железной дороги
- Подводная лодка «Тритон-2» (на территории Морского кадетского военного корпуса, дом № 15)
- Крестовоздвиженская церковь (дом № 24)

## Общественный транспорт
Автобусы: № 1Кр, 2Кр, 2Л, 3Кр, 101, 101Э, 175, 207, 215.

## Пересечения
С севера на юг (по нумерации домов):
- улица Восстания;
- Кронштадтское шоссе;
- Владимирская улица;
- Гражданская улица;
- улица Всеволода Вишневского;
- Андреевская улица;
- улица Велещинского;
- улица Сургина;
- Цитадельское шоссе;
- улица Мартынова.